# Neraysho Kasanwirjo
Neraysho Kasanwirjo (Amsterdam, 18 febbraio 2002) è un calciatore olandese, difensore del Feyenoord.

## Caratteristiche tecniche
È un difensore centrale. dotato di grandi doti di impostazione, e spesso protagonista di cavalcate palla al piede grazie alla sua abilità nel dribbling.

## Carriera

### Club
Cresciuto nel settore giovanile dell'Ajax, debutta con la squadra riserve il 19 agosto 2019 in occasione dell'incontro di Eerste Divisie pareggiato 3-3 contro il N.E.C. Nell'estate 2021 viene acquistato a titolo definitivo dal Groningen; mentre il 20 gennaio 2023 firma un contratto quadriennale con il Feyenoord.
Il 1º settembre 2023 viene ceduto in prestito al Rapid Vienna.

### Nazionale
Ha giocato nelle nazionali giovanili olandesi Under-15, Under-16, Under-17 ed Under-21.

## Statistiche
Statistiche aggiornate al 17 maggio 2025.

### Presenze e reti nei club
| Stagione         | Squadra          | Campionato       | Campionato | Campionato | Coppe nazionali | Coppe nazionali | Coppe nazionali | Coppe continentali | Coppe continentali | Coppe continentali | Altre coppe | Altre coppe | Altre coppe | Totale | Totale |
| Stagione         | Squadra          | Comp             | Pres       | Reti       | Comp            | Pres            | Reti            | Comp               | Pres               | Reti               | Comp        | Pres        | Reti        | Pres   | Reti   |
| ---------------- | ---------------- | ---------------- | ---------- | ---------- | --------------- | --------------- | --------------- | ------------------ | ------------------ | ------------------ | ----------- | ----------- | ----------- | ------ | ------ |
| 2019-2020        | Jong Ajax        | 1D               | 4          | 0          |                 | -               | -               |                    | -                  | -                  |             | -           | -           | 4      | 0      |
| 2020-2021        | Jong Ajax        | 1D               | 34         | 1          |                 | -               | -               |                    | -                  | -                  |             | -           | -           | 34     | 1      |
| Totale Jong Ajax | Totale Jong Ajax | Totale Jong Ajax | 38         | 1          |                 | -               | -               |                    | -                  | -                  |             | -           | -           | 38     | 1      |
| 2021-2022        | Groningen        | ED               | 32         | 1          | CO              | 3               | 0               |                    | -                  | -                  |             | -           | -           | 35     | 1      |
| 2022-gen. 2023   | Groningen        | ED               | 15         | 0          | CO              | 2               | 2               |                    | -                  | -                  |             | -           | -           | 17     | 2      |
| Totale Groningen | Totale Groningen | Totale Groningen | 47         | 1          |                 | 5               | 2               |                    | -                  | -                  |             | -           | -           | 52     | 3      |
| gen.-giu. 2023   | Feyenoord        | ED               | 5          | 0          | CO              | 0               | 0               | UEL                | 0                  | 0                  | -           | -           | -           | 5      | 0      |
| 2023-2024        | Rapid Vienna     | BL               | 23         | 0          | CA              | 5               | 0               | -                  | -                  | -                  | -           | -           | -           | 28     | 0      |
| ago. 2024        | Feyenoord        | ED               | 2          | 0          | CO              | 0               | 0               | -                  | -                  | -                  | SO          | 0           | 0           | 2      | 0      |
| Totale Feyenoord | Totale Feyenoord | Totale Feyenoord | 7          | 0          |                 | 0               | 0               |                    | 0                  | 0                  |             | 0           | 0           | 7      | 0      |
| 2024-2025        | Rangers          | SP               | 9          | 0          | CS+CdL          | 0+2             | 0               | UEL                | 4                  | 0                  | -           | -           | -           | 15     | 0      |
| Totale carriera  | Totale carriera  | Totale carriera  | 124        | 2          |                 | 12              | 2               |                    | 4                  | 0                  |             | 0           | 0           | 140    | 4      |

## Palmarès

### Club

#### Competizioni nazionali
- Campionato olandese: 1

Feyenoord: 2022-2023
- Coppa dei Paesi Bassi: 1

Feyenoord: 2023-2024
- Supercoppa dei Paesi Bassi: 1

Feyenoord: 2024